# دیوان حافظ (تصحیح غنی و قزوینی)
دیوان خواجه شمس‌الدین محمد حافظ شیرازی به‌اهتمام قاسم غنی و محمد قزوینی، از تصحیح‌های مهم دیوان حافظ است که در سال ۱۳۲۰ در تهران منتشر شد. این تصحیح مبتنی بر نسخهٔ عبدالرحیم خلخالی است.

## نقد
بهاءالدین خرمشاهی معتقد است تصحیح قزوینی و غنی اولین تصحیح علمی و انتقادی از حافظ به‌شمار می‌رود و هنوز هم مورد تأیید اکثریت قاطع حافظ‌پژوهان است.
نذیر احمد این تصحیح را مفصلاً بررسی کرده‌است.